# Новониколаевка (Кемеровская область)
Новониколаевка — село в Яйском районе Кемеровской области России. Административный центр Китатского сельского поселения.

## География
Село находится в северной части области, на правом берегу реки Золотой Китат, на расстоянии примерно 1,5 километров (по прямой) к юго-востоку от районного центра посёлка городского типа Яя. Абсолютная высота — 156 метров над уровнем моря.
Часовой пояс
Село Новониколаевка, как и вся Кемеровская область, находится в часовой зоне МСК+4. Смещение применяемого времени относительно UTC составляет +7:00.

## Население
| 2010 |
| ---- |
| 588  |

Половой состав
По данным Всероссийской переписи населения 2010 года в гендерной структуре населения мужчины составляли 49,8 %, женщины — соответственно 50,2 %.
Национальный состав
Согласно результатам переписи 2002 года, в национальной структуре населения русские составляли 88 % из 660 чел.

## Улицы
Уличная сеть села состоит из трёх улиц и одного переулка.
- ул. Молодежная
- ул. Садовая
- ул. Школьная
- переулок Школьный

## Инфраструктура
- МБОУ Новониколаевская основная школа («Новониколаевская школа»), находится на ул. Школьная, 36

- историко-краеведческий музей имени П. Р. Саенко. Открыт в 1985 году в честь 40-летия Великой Победы. В фондах музея хранится свыше 1 500 экспонатов.